# Playlist: The Very Best of Fuel
Playlist: The Very Best of Fuel è il secondo album di raccolta del gruppo musicale statunitense Fuel, pubblicato il 20 ottobre 2008.

## Tracce
1. Shimmer – 3:35
2. Bittersweet – 3:50
3. Jesus or a Gun – 3:58
4. Sunburn – 4:24
5. Hemorrhage (In My Hands) – 3:57
6. Bad Day – 3:16
7. Innocent – 3:39
8. Falls on Me – 4:14
9. Won't Back Down (Bring You Hell Mix) – 3:24
10. Million Miles – 3:51
11. Gone – 3:55
12. Wasted Time (G-Mix) – 4:07
13. Walk the Sky – 3:19
14. King For A Day – 3:43